# 凱迪拉克XLR
凱迪拉克XLR（Cadillac XLR）是通用凱迪拉克于2003年推出的一款豪華敞篷跑車， 採用Y-body 底盤和雪佛蘭Corvette類似，XLR也採用類似GM LS2引擎設計的北極星引擎但是搭配全新設計的內裝和懸吊，伸縮車頂是鋁合金硬式車頂。
XLR於2003底特律汽車展發表於2004量產獲得北美年度風雲車。2005又推出了XLR-V車型，馬力從320 hp (238.6 kW; 324.4 PS)加大到443 hp (330 kW; 449 PS) 。XLR是以Chevrolet Corvette為取代對象再由Cadillac EVOQ概念車開發而來，主要目標是瞄準M-Benz的SL系列，希望以更低、更親民的價格吸引潛在賓士客戶。

## 停產
然而事實證明XLR最終是失敗作品，除了前三年北美皆有3200部以上的亮麗成績，之後皆是每況越下，2007及2008年掉到只剩1000多部，隨後金融海嘯後2009年的787部2010年的188部更是一路溜滑梯，而2011年甚至只賣了12部。換句話說在美國要遇見XLR的機會，比看到法拉利或是藍寶堅尼還要難。
因為XLR是一部大型跑車的結構，如M-Benz的SL或BMW的6系列 。但其有稜角的硬頂設計，加上幾乎沒有曲線的剛直車身線條等特點，都讓人很難把XLR跟流線及性能聯想在一起，從而吸引不了跑車顧客和女性顧客，他們會覺得XLR像是穩重遲鈍的總統形象大房車，最終只能停產，在海外市場方面由於XLR大型的車身和耗油量先天限制了能打入的國家，許多國家的用車習慣和家戶停車空間並不適合，其中還要剔除消費力不夠購買高價車的市場，最終導致本車幾乎沒有外銷。
2012年11月凱迪拉克新上任的全球副總裁Robert E. Ferguson提到了公司正考慮開發一部新雙座跑車來取代的XLR的產品空缺。

## 发动机
- 4.4 L Northstar SC V8
- 4.6 L Northstar V8